# Версията на Браунинг (филм, 1951)
Вижте пояснителната страница за други значения на Версията на Браунинг.
„Версията на Браунинг“ (на английски: The Browning Version) е британски филм от 1951 година, драма на режисьора Антъни Аскуит по сценарий на Терънс Ратиган, базиран на неговата едноименна пиеса. Главните роли се изпълняват от Майкъл Редгрейв, Джейн Кент, Нейджъл Патрик.

## Сюжет
В центъра на сюжета е учител по класическа филология в елитно английско училище, който е принуден от влошеното си здраве да напусне поста си и прави равносметка на личния и професионалния си живот.

## В ролите
| Актьор            | Роля               |
| ----------------- | ------------------ |
| Майкъл Редгрейв   | Ендрю Крокър-Харис |
| Джейн Кент        | Мили               |
| Нейджъл Патрик    | Франк Хънтър       |
| Роналд Хауърд     | Гилбърт            |
| Уилфрид Хайд-Уайт | директорът         |
| Брайън Смит       | Тепуол             |
| Бил Травърс       | Флечър             |
| Джудит Фърс       | Г-жа Уилямсън      |

## Награди и Номинации
„Версията на Браунинг“ печели наградите за мъжка роля и сценарий на Кинофестивала в Кан, където е номинира и за Голямата награда. Номиниран е и за наградите на БАФТА за най-добър филм и най-добър британски филм.